# Consiglio sovrano della Nuova Francia
Il Consiglio sovrano della Nuova Francia fu un organismo politico, nominato dal Re di Francia, all'epoca della colonizzazione francese in Nordamerica, consistente in un governatore generale, un intendente e un vescovo della Chiesa cattolica. Tutti i membri del Consiglio rispondeva al Ministro della Marina. Inoltre, da tener presente, i membri venivano scelti all'interno del corpo della nobiltà francese.
Veniva messo in atto per la prima volta nel 1663, rimpiazzando la Compagnia dei Cento Associati poiché questa aveva fallito il suo obiettivo, secondo il punto di vista reale, di stabilire una colonia di popolamento in America settentrionale. Questa struttura di governo durò fino alla caduta della Nuova Francia. La sua ultima riunione si ebbe il giorno 28 aprile 1760.

## Composizione
- Il Governatore era il rappresentante diretto del Re di Francia. Era responsabile della difesa e delle relazioni diplomatiche.
- L'Intendente era responsabile delle questioni civili, inclusa l'amministrazione della giustizia e dello sviluppo del regime signorile, delle finanze e del commercio.
- Il vescovo aveva in mano gli affari religiosi, comprendendo la carità, l'educazione, gli ospedali e la conversione degli amerindiani.
- Il capitano della milizia aveva il compito di fare il censimento, d'informare gli abitanti sui piani dell'Intendente di sviluppo della colonia e di rendere conto delle preoccupazioni della popolazione.
- Cinque consiglieri facenti funzione di Corte d'Appello e di Alta Corte di Giustizia. Nel 1703 il numero dei consiglieri fu incrementato a dodici.

## Membri del consiglio

### Governatore generale della Nuova Francia
| Nome                                           | Periodo   | Sovrano              |
| ---------------------------------------------- | --------- | -------------------- |
| Augustin de Mésy                               | 1663-1665 | Luigi XIV di Francia |
| Daniel de Courcelle                            | 1665-1672 | Luigi XIV di Francia |
| Louis de Buade de Frontenac                    | 1672-1682 | Luigi XIV di Francia |
| Joseph-Antoine Le Febvre de La Barre           | 1682-1685 | Luigi XIV di Francia |
| Jacques-René Brisay de Denonville              | 1685-1689 | Luigi XIV di Francia |
| Louis de Buade de Frontenac                    | 1689-1698 | Luigi XIV di Francia |
| Hector de Callière                             | 1698-1703 | Luigi XIV di Francia |
| Philippe de Rigaud de Vaudreuil                | 1703-1725 | Luigi XV di Francia  |
| Charles de la Boische, marchese di Beauharnois | 1726-1747 | Luigi XV di Francia  |
| Roland-Michel Barrin de La Galissonière        | 1747-1749 | Luigi XV di Francia  |
| Jacques-Pierre de Taffanel de La Jonquière     | 1749-1752 | Luigi XV di Francia  |
| Michel-Ange Duquesne de Menneville             | 1752-1755 | Luigi XV di Francia  |
| Pierre de Rigaud de Vaudreuil-Cavagnal         | 1755-1760 | Luigi XV di Francia  |

### Intendente della Nuova Francia
L'intendente era presidente del consiglio.
| Nome                                                        | Periodo   | Sovrano              |
| ----------------------------------------------------------- | --------- | -------------------- |
| Jean Talon                                                  | 1665-1668 | Luigi XIV di Francia |
| Claude de Boutroue d'Aubigny                                | 1668-1670 | Luigi XIV di Francia |
| Jean Talon                                                  | 1669-1672 | Luigi XIV di Francia |
| Jacques Duchesneau de la Doussinière et d'Ambault           | 1675-1682 | Luigi XIV di Francia |
| Jacques de Meulles                                          | 1682-1686 | Luigi XIV di Francia |
| Jean Bochart de Champigny, sieur de Noroy de Verneuil       | 1686-1702 | Luigi XIV di Francia |
| François de Beauharnois de la Chaussaye, Baron de Beauville | 1702-1705 | Luigi XIV di Francia |
| Jacques Raudot co-intendente                                | 1705-1711 | Luigi XIV di Francia |
| Antoine-Denis Raudot co-intendente                          | 1705-1710 | Luigi XIV di Francia |
| Michel Bégon de la Picardière                               | 1712-1726 | Luigi XV di Francia  |
| Claude-Thomas Dupuy                                         | 1726-1728 | Luigi XV di Francia  |
| Gilles Hocquart                                             | 1729-1748 | Luigi XV di Francia  |
| François Bigot                                              | 1748-1760 | Luigi XV di Francia  |

### Vescovo dell'Arcidiocesi di Québec
| Nome                                                             | Periodo   | Sovrano                                                            |
| ---------------------------------------------------------------- | --------- | ------------------------------------------------------------------ |
| Vescovo François de Montmorency-Laval                            | 1658-1688 | Luigi XIV di Francia                                               |
| Vescovo Jean-Baptiste de la Croix de Chevrières de Saint-Vallier | 1688-1727 | Luigi XIV di Francia (fino a settembre 1715) e Luigi XV di Francia |
| Vescovo Louis-François Duplessis de Mornay                       | 1727-1733 | Luigi XV di Francia                                                |
| Vescovo Pierre-Herman Dosquet                                    | 1733-1739 | Luigi XV di Francia                                                |
| Vescovo François-Louis de Pourroy de Lauberivière                | 1739-1740 | Luigi XV di Francia                                                |
| Vescovo Henri-Marie Dubreil de Pontbriand                        | 1741-1760 | Luigi XV di Francia                                                |